# Robosoft Technologies
Robosoft Technologies es una empresa de tecnologías de la información y la comunicación india proveedora de servicios de desarrollo de software. Robosoft fue fundada en 1996 por Rohit Bhat, quién estableció la empresa para desarrollar software para el mercado de las Mac. Hoy por hoy, Robosoft se encarga de proveer desarrollo de software para Mac OS X así como también para Microsoft Windows.
La oficina corporativa de la empresa se ubica en Santhekatte cerca de Udupi en la Carretera Nacional 17, en un campus de aproximadamente 20.000 metros cuadrados. Robosoft ha puesto a Udupi en un lugar importante en el escenario global de las TIC y ha ganado muchos premios y reconocimientos.
Robosoft ha abierto muchos laboratorios de proyectos en varios colegios en Karnataka para cerrar la brecha entre la industria y la academia. Algunos colegios donde Robosoft ha abierto sus laboratorios de proyectos son NMAMIT en Nitte, K.V.G.College of Engineering en Sullia y St.Aloysius Institute of Computer Science en Mangalore. Esto ha ayudado a los estudiantes a obtener experiencia en las diversas herramientas y tecnologías.

## Historia
Robosoft fue fundada en 1996 por Rohit Bhat en Mumbai. Al principio, Robosoft comenzó como una empresa de desarrollo exclusivo para Mac OS pero luego empezó a trabajar en productos para Windows y otras plataformas Web.

## Negocio
Robosoft se especializa en el desarrollo de productos en los lenguajes de programación C, C++ y Java para las plataformas Macintosh, Microsoft Windows y iPhone. Se enfoca en las áreas de controladores de dispositivos, puertos de juegos, pruebas de juegos, control de calidad, servicios de pruebas y desarrollo de aplicaciones web.
En el campo de los videojuegos, Robosoft ha creado un nicho para sí mismos como los desarrolladores líderes en portar juegos de Windows conocidos como Tomb Raider: Anniversary, The Movies e Imperial Glory a la plataforma Mac. Tomb Raider Anniversary ha sido bien recibido por la comunidad videojugadora de Mac y las revisiones de este juego hablan sobre el trabajo hecho por Robosoft.
Con el lanzamiento del SDK para iPhone por Apple Inc., Robosoft ha anunciado la expansión de sus servicios de desarrollo de Mac a la plataforma iPhone. Ellos desarrollarán aplicaciones nativas y juegos casuales para iPhone.

## Videojuegos desarrollados

### Videojuegos AAA
- ToCa Race Driver 3
- Sid Meier's Pirates!
- Battlestations: Midway
- The Movies: Stunts and Effects
- Fable: The Lost Chapters
- Tomb Raider: Anniversary
- LEGO Star Wars II
- Colin McRae Rally Mac
- The Movies
- Imperial Glory

### Videojuegos casuales
- Righteous Kill
- BloodTies

### Videojuegos para iPhone
- Chess Pro
- Chess Lite

## Clientes de Robosoft
Las bases de clientes de Robosoft se ubican en Estados Unidos, Europa y Asia Pacífico. Estos clientes van desde empresas startup innovativas a empresas listadas en Fortune 500. Entre ellas se encuentran Apple Inc., BenQ, Canon Inc., Hewlett Packard, Intuit y Feral Interactive. Tiene acreditados más de 32 clientes.[cita requerida]

## Logros
- Los ciclos de desarrollo y entrega de software de Robosoft han sido certificados como ISO 9001:2000 por la firma con base en Alemania TÜV.
- Robosoft ha ganado el premio a Mejor Exportador de Servicios (Plata) de la Federation of Karnataka Chambers of Commerce and Industry (FKCCI) (en español Federación de las Cámaras de Comercio e Industria de Karnataka).
- El videojuego The Movies portado a Mac OS X por Robosoft y publicado por Feral Interactive ganó el premio BAFTA al mejor videojuego de simulación.